# 贝塔运动
贝塔运动是一种视错觉，最早由马科斯·韦特墨（Max Wertheimer）在1912年提出，描述了一种由屏幕中的一系列静态图像制造出流动场景的幻觉。当画面的帧率大于每秒10-12Hz时，就会发生这种情况。动画造成的运动幻觉被认为是贝塔运动和飞现象产生的结果，但确切的原因尚未明晰。静态图像在物理性质上并没有发生改变，只是由于运动速度高于眼睛观看的速度，所以出现图像在运动的错觉。由于人类的视神经以每秒约10Hz的速度响应光线的变化，因此变化速度大约是其两倍的事物会被认为处于运动状态，而不是一个个单独的图像。

## 示例

贝塔运动效应的一个例子

贝塔运动效应的一个典型例子是LED。如右图所示，在通电状态下，每个LED被单独控制，但我们的眼睛和大脑则将它们视为一条沿正方形四边顺时针运动的蛇，这种现象在LED显示器上十分常见。

## 经典实验
在经典的贝塔运动实验中，观看者被要求依次观看实验者在屏幕中两次投射的图像。其中，第一张图像描绘了一个球出现在画面的左侧，第二张图片描绘了一个球出现在画面的右侧。在实验中，图像首先保持稳定不动，然后在画面之中切换。观看过后，实验者将询问观看者他们认为刚才看到了什么。

## 贝塔运动与飞现象
贝塔运动经常与飞现象混淆，但它们在生理学上是完全不同的两个概念。飞现象被认为是由发光脉冲顺次变化引起的运动（即它是由于光源在指定时间间隔下开闭产生的），而造成贝塔运动的光源本身是静态的，只是看起来像在运动。